# هوبره روپل
هوبره روپل (نام علمی: Eupodotis rueppellii) نام یک گونه از سرده هوبره‌های ساوانا است.